# 拉米·艾殊亞
拉米·艾殊亞（阿拉伯語：رامي عاشور，1987年9月30日—）是埃及職業壁球男子球員，2010年他以22歲之姿登上世界排名第一，是1980年代以來最年輕的球王，他總共在球王位置達21個月。艾舒爾四度闖進世界壁球錦標賽決賽，並分別在2008年、2012年、2014年拿下冠軍。

## 世界錦標賽決賽

### 3冠軍與1亞軍
| 結果 | 年分 | 地點         | 決賽對手               | 決賽比數                       |
| 冠軍 | 2008 | 英國曼徹斯特 | 卡林·達爾維許          | 5–11, 11–8, 11–4, 11–5         |
| 亞軍 | 2009 | 科威特       | 艾摩爾·沙巴拿          | 11–8, 11–5, 11–5               |
| 冠軍 | 2012 | 卡達杜哈     | 穆罕默德·埃爾·蘇奧巴治 | 2-11, 11-6, 11-5, 9-11, 11-8   |
| 冠軍 | 2014 | 卡達杜哈     | 穆罕默德·埃爾·蘇奧巴治 | 13-11, 7-11, 5-11, 11-5, 14-12 |

## 外部連結
- 拉米·艾舒爾 （页面存档备份，存于）在PSA網站上的資料。
- 拉米·艾舒爾在SquashInfo.com（英语）